# 宮崎大祐
宮崎 大祐（みやざき だいすけ、1980年 - ）は、日本の映画監督、脚本家である。

## 経歴
神奈川県横浜市泉区生まれ。早稲田大学政治経済学部卒業。
大学卒業後、助監督として黒沢清監督の『トウキョウソナタ』に参加。以降、フリーの助監督・脚本家として活動。
2011年、『夜が終わる場所』で映画監督デビュー。
2016年、長編二作目となる、故郷神奈川県大和市を舞台にした映画『大和（カリフォルニア）』を発表。本作は20近くの国際映画祭で上映され、『ニューヨーク・タイムズ』や『ハリウッド・リポーター』、『Variety』と言った有力海外メディアで絶賛された。
2017年、「シンガポール国際映画祭」の企画により、初の大規模現代美術展である「SPECTERS AND TOURISTS　亡霊たちと観光客」をシンガポール・アートサイエンスミュージアムで開催。これに伴い、長編映画『TOURISM』をシンガポールとの共同制作で完成させた。『TOURISM』は「第33回高崎映画祭」のクロージング作品を飾り、『ASIAN FILM FESTIVALS』の「2019年を代表するアジア映画」に選ばれた。
2020年に公開された大阪生野区のコリアン・タウンを舞台にしたスリラー映画『VIDEOPHOBIA』は『映画芸術』（映画芸術）の「第56回日本映画ベストテン」第6位に選ばれた。
2021年より映画美学校アクターズ・コース講師。
2022年より名古屋学芸大学メディア造形学部映像メディア学科非常勤講師。

## フィルモグラフィー

### 監督作
- 現代の海賊と女（2005年）監督・脚本・主演　※短編
- MARIA! MARIA!（2007年）監督・脚本　※中編
- 夜が終わる場所（2011年）監督・脚本
- BADS～ならず者たち～（アジア・オムニバス映画『Five to Nine』の一編）（2015年）監督・脚本
- 大和（カリフォルニア）（2016年）監督・脚本
- TOURISM（2018年）監督・脚本
- VIDEOPHOBIA（2019年）監督・脚本
- ざわめき（2019年）監督・脚本　※短編
- 北新宿2055（2021年）監督
- MADE IN YAMATO （オムニバス映画の一編を監督）監督・プロデューサー（2021年）
- ヤマト探偵日記　マドカとマホロ　（2022年）監督・脚本　※短編
- MY LIFE IN THE BUSH OF GHOSTS （2022年）監督
- PLASTIC (2023年) 監督・脚本
- テン・ストーリーズ　（オムニバス映画の中の三話を監督）（2023年）監督・監修
- #ミトヤマネ（2023年）監督・脚本

### 脚本
- 失はれる物語 (2009年) 金子雅和監督
- 孤独な惑星（2011年）筒井武文監督
- ひきこさんの惨劇（2013年）吉川久岳監督
- ひ・き・こ　降臨（2014年）吉川久岳監督
- ひかりをあててしぼる[10](2016年)坂牧良太監督
- 再見（2020年）竹内里紗監督　※オムニバス映画『星の都』の一編

### MV
- GEZAN「八月のメフィストと」（2014年）演出
- peepow「SUNDANCE」（2015年）演出
- Cherry Brown「Fukc These H0es」 (2015年) 監督
- Cherry Brown「Summa Tyme」 (2015年) 監督
- Amir Issaa「Vichinghi e Samurai」 (2016年) 監督
- Cherry Brown「I'm 沢尻エリカ」 (2016年) 監督
- Cherry Brown「これはリット」 (2016年) 監督
- Cherry Brown「OMG」（2016年）監督
- Cherry Brown「She's My Sweetie」（2017年）監督
- kuroyagi 「Song of Noctunal」 (2018年) 監督
- 漢＆D.O 「スタンド・バイ・ミー」 (2019年) 監督
- 漢&D.O「7 Days War 24」（2019年）監督
- 阿修羅MIC「Voice feat. D.O & EMI MARIA」（2020年）監督
- BAKU 「VIDEOPHOBIA feat. Jin Dogg, Nunchaku, Tomy Wealth」（2020年）監督
- Vito Foccacio 「聖小泉七蜘蛛乃君」（2021年）監督

## 美術展
- 「SPECTERS AND TOURISTS　亡霊たちと観光客」（2017年）　シンガポール・アートサイエンスミュージアムとシンガポール国際映画祭による共同企画

## 小説
- 『JJを探して』（「ユリイカ」2017年9月号）

## エッセイ
- 『この中では誰もが平等である』（「新潮」2018年7月号）
- 『ワールドカップを待つ映画監督の不安』 （「QUICK JAPAN」138号）
- 『ミッシング・イン・ツーリズム』 （「boidマガジン」2019年より連載中）
- 『三太郎の青春』（「しししし３」掲載）
- 『誰のものでもないまなざし』（「岩井俊二」[11]夏目深雪編著／河出書房新社）
- 『はじめにスピルバーグありき』（「スティーブン・スピルバーグ」[12]河出書房新社）